# 坚挺嵩草
坚挺嵩草（学名：Kobresia seticulmis）为莎草科嵩草属下的一个种。

## 扩展阅读
- 維基物種上的相關：坚挺嵩草